# マーカス・ジョンソン
マーカス・ケビン・ジョンソン (Marques Kevin Johnson, 1956年2月8日 - ) は、アメリカ合衆国の元プロバスケットボール選手。身長201cm、体重98kg。ポジションはスモールフォワード。NBAのミルウォーキー・バックスでキャリアの大半をプレーし、オールスターに5度選ばれたスター選手であった。

## 経歴
ルイジアナ州ナッキトッシュで生れロサンゼルスで育ったジョンソンは、高校時代にスター選手として活躍した後、地元の名門UCLAに進学した。名将ジョン・ウッデンのラストシーズンとなった1975年には主力として全米優勝に貢献した。4年次には平均21.4得点11.1リバウンドをあげてオールアメリカ1stチームに選ばれ、ネイスミス賞やウッデン賞などの個人タイトルを総舐めにした。
大学卒業後、ジョンソンは1977年のNBAドラフトにおいて全体3位指名を受けミルウォーキー・バックスに入団し、1年目から平均ダブルダブルの好成績をあげてオールルーキー1stチームに選出された。2年目の1978-79シーズンにはリーグ3位となる平均25.6得点を記録し、オールNBA1stチームに名を連ねた。またオールスターにはこの年から3年連続で選ばれた。
1980年代前半、名将ドン・ネルソンのもと、ジョンソンやシドニー・モンクリーフらを擁したバックスは東の強豪として名を馳せた。1980-81シーズンには60勝を記録し、1983年から2年連続でカンファレンス決勝に進出したが、ファイナルに到達することはなかった。1983-84シーズン終了後、ジョンソンは大型トレードの一環としてロサンゼルス・クリッパーズに移籍した。
クリッパーズでは当初成績が落ち込んだものの、1985-86シーズンには平均20.3得点と復活して3年ぶりにオールスターに選ばれ、カムバック賞も獲得した。しかし翌1986-87シーズン途中に首を負傷して残り試合を全休し、事実上引退状態となった。1989年にゴールデンステート・ウォリアーズで現役復帰を果たしたが、僅か10試合に出場した後正式に現役を引退した。
NBAでの成績は691試合に出場して通算13,892得点4,817リバウンド（平均20.1得点7.0リバウンド）であった。バックスで記録した通算10,980得点はチーム史上7位、3,923リバウンドは同4位の記録である。
ジョンソンは2013年にカレッジバスケットボール殿堂入りを果たした。また2019年には背番号『8』がバックスの永久欠番に指定された。その他、カリフォルニア州とウィスコンシン州のスポーツ殿堂にも名を連ねている。

## 人物・私生活
- ジョンソンは、いわゆるポイントフォワードという呼称を作ったのは自分であると語っていた。この概念は、バックスのヘッドコーチであったドン・ネルソンがしばしば用いた起用法として広く知られるようになり、ジョンソンはその代表的選手であった。
- ジョンソンには5人の息子と2人の娘がいる。息子の1人のクリスは父の母校であるUCLAでバスケットボールをプレーし、1995年に全米優勝を経験した。父子が同一大学でいずれもNCAAトーナメント制覇を果たしたのは史上唯一のケースである。その他の子供たちも優れたアスリートとして活躍した。
- 引退後、ジョンソンはメディア関係の仕事に積極的に取り組んでいる。『ハード・プレイ』『ハード・チェック』等の映画に出演し、自身も脚本や短編小説を執筆した。バスケットボール関係では、クリッパーズの旗艦ラジオ局で司会を務めた他、現在に至るまで解説者としても活躍している。

## 個人成績

### レギュラーシーズン
| Season   | Team     | GP  | GS  | MPG  | FG%  | 3P%  | FT%  | RPG  | APG | SPG | BPG | PPG  |
| -------- | -------- | --- | --- | ---- | ---- | ---- | ---- | ---- | --- | --- | --- | ---- |
| 1977–78  | MIL      | 80  | —   | 34.6 | .522 | —    | .736 | 10.6 | 2.4 | 1.2 | 1.3 | 19.5 |
| 1978–79  | MIL      | 77  | —   | 36.1 | .550 | —    | .760 | 7.6  | 3.0 | 1.5 | 1.2 | 25.6 |
| 1979–80  | MIL      | 77  | —   | 34.9 | .544 | .222 | .791 | 7.4  | 3.5 | 1.3 | .9  | 21.7 |
| 1980–81  | MIL      | 76  | —   | 33.4 | .552 | .000 | .706 | 6.8  | 4.6 | 1.5 | .5  | 20.3 |
| 1981–82  | MIL      | 60  | 52  | 31.7 | .532 | .000 | .700 | 6.1  | 3.6 | 1.0 | .6  | 16.5 |
| 1982–83  | MIL      | 80  | 80  | 35.7 | .509 | .200 | .735 | 7.0  | 4.5 | 1.3 | .7  | 21.4 |
| 1983–84  | MIL      | 74  | 74  | 36.7 | .502 | .154 | .709 | 6.5  | 4.3 | 1.6 | .6  | 20.7 |
| 1984–85  | LAC      | 72  | 68  | 34.0 | .452 | .231 | .731 | 5.9  | 3.4 | 1.0 | .4  | 16.4 |
| 1985–86  | LAC      | 75  | 75  | 34.7 | .510 | .067 | .760 | 5.5  | 3.8 | 1.4 | .7  | 20.3 |
| 1986–87  | LAC      | 10  | 10  | 30.2 | .439 | .000 | .714 | 3.3  | 2.8 | 1.2 | .5  | 16.6 |
| 1989–90  | GSW      | 10  | 0   | 9.9  | .375 | .667 | .824 | 1.7  | .9  | .0  | .1  | 4.0  |
| Career   | Career   | 691 | 359 | 34.3 | .518 | .152 | .739 | 7.0  | 3.6 | 1.3 | .8  | 20.1 |
| All-Star | All-Star | 5   | 2   | 21.2 | .314 | —    | .750 | 3.8  | 1.8 | 0.2 | 0.4 | 6.8  |

### プレーオフ
| Year   | Team   | GP | GS | MPG  | FG%  | 3P%  | FT%  | RPG  | APG | SPG | BPG | PPG  |
| ------ | ------ | -- | -- | ---- | ---- | ---- | ---- | ---- | --- | --- | --- | ---- |
| 1978   | MIL    | 9  | —  | 35.7 | .549 | —    | .750 | 12.4 | 3.4 | 1.1 | 1.9 | 24.0 |
| 1980   | MIL    | 7  | —  | 43.3 | .422 | .333 | .750 | 6.9  | 2.9 | .7  | .9  | 19.9 |
| 1981   | MIL    | 7  | —  | 38.0 | .556 | .000 | .719 | 9.4  | 4.9 | 1.4 | 1.0 | 24.7 |
| 1982   | MIL    | 6  | —  | 39.2 | .440 | .250 | .571 | 7.3  | 3.3 | 1.0 | .3  | 18.8 |
| 1983   | MIL    | 9  | —  | 42.4 | .486 | .000 | .651 | 8.0  | 4.2 | .9  | .8  | 22.0 |
| 1984   | MIL    | 16 | —  | 37.8 | .473 | .250 | .722 | 5.3  | 3.4 | 1.1 | .4  | 20.3 |
| Career | Career | 54 | —  | 39.1 | .489 | .231 | .701 | 7.9  | 3.7 | 1.0 | .8  | 21.5 |